# Banco do Chipre
Banco do Chipre (em grego:  Τράπεζα Κύπρου) é uma empresa de serviços financeiros cipriota fundada em 1899 e sediada em Strovolos.

## Operações atuais
O Banco de Chipre opera atualmente através de um total de 108 filiais/escritórios comerciais, dos quais todos operam em Chipre. O grupo possui escritórios de representação na Romênia (exposição líquida de 33 milhões de euros) na Grécia (exposição líquida de 309 milhões de euros) na Rússia (exposição líquida de 21 milhões de euros) Ucrânia e China. É o maior banco de Chipre por penetração no mercado, com 83% dos cipriotas possuindo contas ativas do Banco de Chipre, representando uma participação de 60% no total de contas corporativas e uma participação de 40% no setor bancário geral.
As ações do banco estão listadas na Bolsa de Valores do Chipre (CSE). O Banco é a maior empresa listada na CSE em termos de capitalização de mercado. Desde 8 de outubro de 2007, o Banco de Chipre faz parte do Índice Chipre 10, que compreende as 10 maiores empresas de Chipre. O Banco de Chipre também estava listado na Bolsa de Atenas desde 2000 e fazia parte do índice FTSE/Athex Large Cap de 9 de outubro de 2006 a março de 2013. No entanto, no final de 2016, anunciou planos de retirar a lista de Atenas em 9 de janeiro de 2017 e listar na Bolsa de Londres em janeiro de 2017.

## História

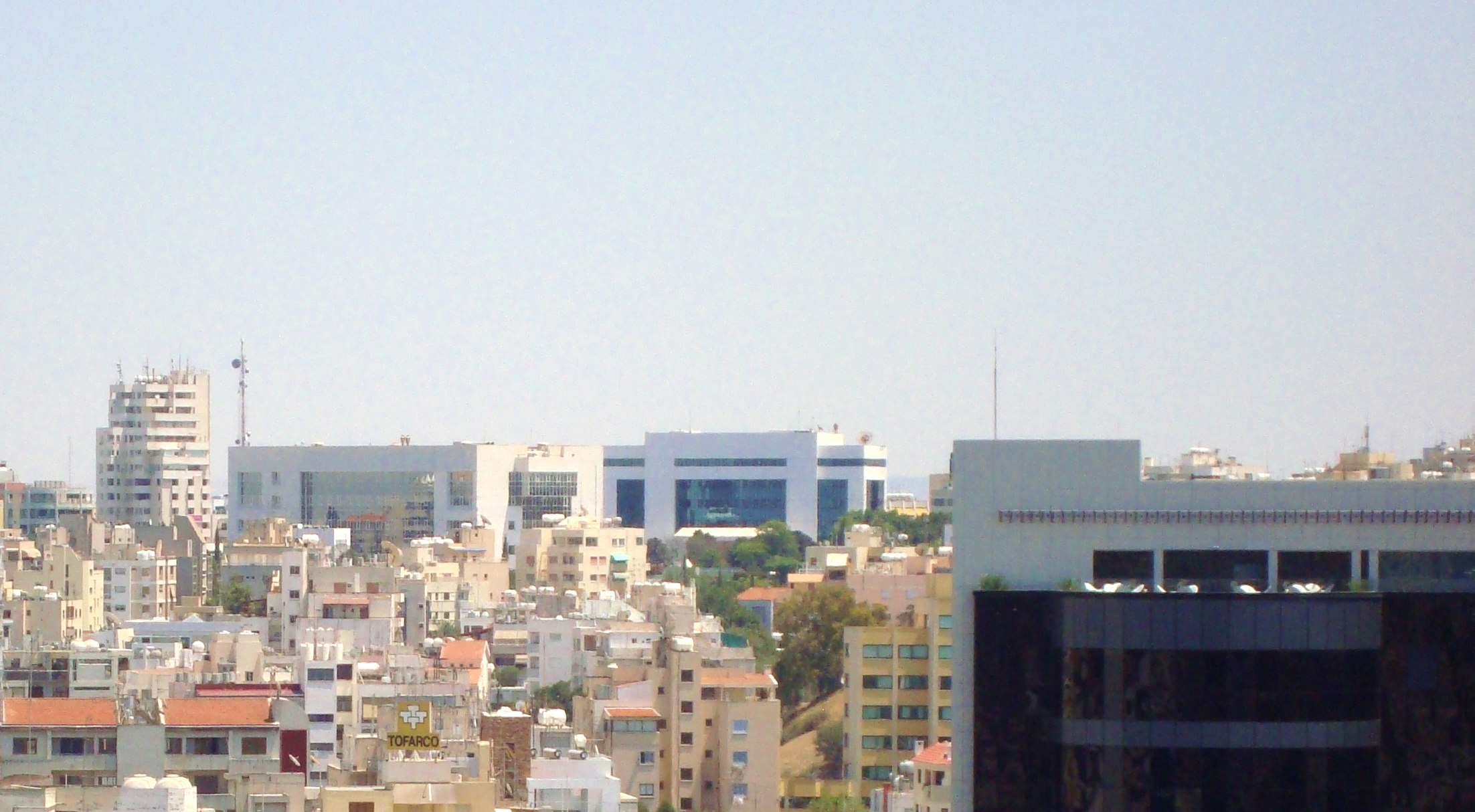
Sede do Banco do Chipre ao lado do Banco Central do Chipre

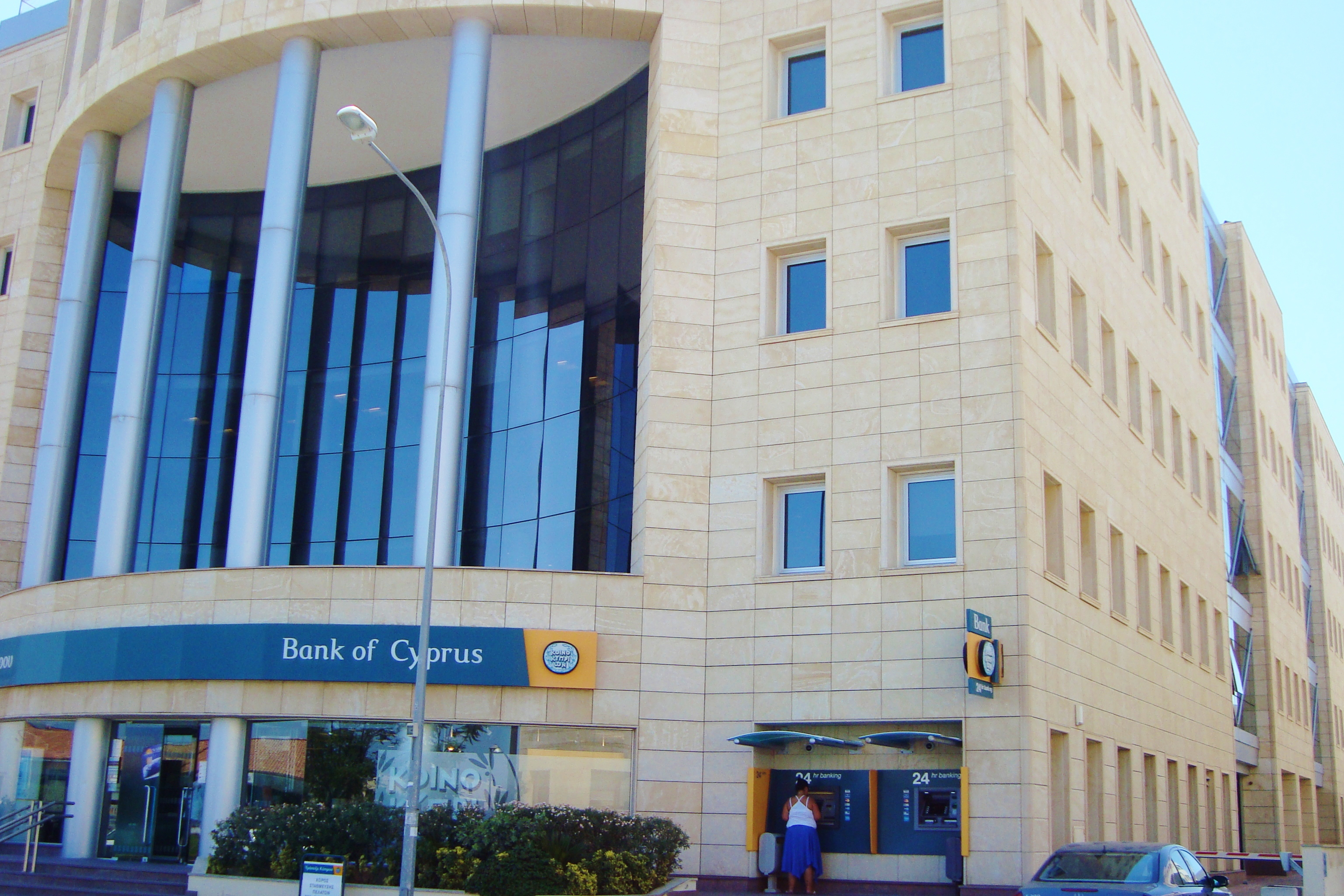
Novos escritórios do Bank of Cyprus no Aglandjia, subúrbio de Nicósia

- 1899 — Em 1º de janeiro de 1899, um grupo de cipriotas progressistas e visionários liderados por Ioannis Economides, uma figura significativa nos círculos financeiro e social, fundou o "Nicosia Savings Bank" ou "Nicosia Depository" («Ταμιευτήριο η Λευκωσία»). Este é o primeiro banco cipriota; todos os outros bancos em Chipre são de propriedade estrangeira.
- 1912 — O "Nicosia Savings Bank" tornou-se uma empresa pública e mudou seu nome para Bank of Cyprus (BoC), três anos depois que seus acionistas se candidataram ao Alto Comissário em 1909.
- 1930 — O BoC é incorporado como uma companhia limitada.
- 1943 — O BoC fundiu-se com o Famagusta Bank e o Larnaca Bank (est. 1926).
- 1944 — O BoC adquiriu o Banco Melissa, Paphos (est. 1924). O Banco Hipotecário de Chipre foi estabelecido.
- 1945 — O BoC fundiu-se com o Cyprus Savings Bank (Kypriakon Tomieftiron), estabelecido em Nicósia em 1908.
- 1953 — O BoC fundiu-se com o Paphos Popular Bank (Banco de Paphos Laiki) (est. 1924).
- 1955 — O BoC abriu sua primeira filial no exterior quando abriu em Londres para servir a comunidade cipriota de lá.
- 1960 — O BoC estabeleceu uma subsidiária, Bank of Cyprus (London) Ltd.: Xeros, Morphou e Zodhia (distrito de Nicósia), Golden Sands, Kato Varosha, Kennedy Avenue, Democratias Avenue, Evagoras Avenue e Oceania (Famagusta Town), Yialousa, Rizokarpaso e Lysi (distrito de Famagusta) e Kyrenia, Karavas e Lapithos (distrito de Kyrenia).
- 1982 — O BoC adquiriu as operações cipriotas do Standard Chartered Bank. (O então Chartered Bank havia comprado as operações cipriotas do Banco Jónico em 1957.) A BoC também abriu um escritório de representação na Grécia.
- 1986 — O BoC abriu um escritório de representação na Austrália.
- 1991 — O BoC estabeleceu sua primeira filial na Grécia. A agência de Kolonaki ficava na esquina da Avenida Vasilissis Sophias e da Rua Sekeri, e também contava com um Business Banking Center e o tesouro do banco. No verão de 2009, essa filial e a Mitropoleos Street foram fundidas para formar a nova filial da Syntagma Square, que mantém o código 001.
- 1995 — O BoC abriu um escritório de representação na África do Sul e uma filial em Heraklion, Creta.
- 1996 — O BoC estabeleceu o Bank of Cyprus (Ilhas do Canal) em Guernsey e um escritório de representação em Toronto, Ontário, Canadá, localizado no coração de Greektown, em Toronto, para atender principalmente a comunidade cipriota grega.
- Uma empresa subsidiária, a Cyprus Leasing S.A., foi estabelecida na Grécia para lidar com as atividades de leasing. Agora é o segundo maior do gênero na Grécia. Em Chipre, as atividades de leasing são realizadas por um departamento dedicado do próprio BoC, e não por uma subsidiária focada.
- 1998 — O BoC estabeleceu escritórios de representação em Nova York e Moscou e depois em Bucareste, Romênia.
- 2000 — O BoC estabeleceu uma subsidiária na Austrália, o país com a maior comunidade grega e cipriota do mundo. A comunidade, que conta com cerca de 600.000 pessoas, está concentrada em Melbourne e Sydney. O BoC há muito tempo estava presente no mercado australiano através de seus escritórios de representação em Sydney, Melbourne, Adelaide e Brisbane. O BoC também abriu um escritório de representação em Bucareste.

A BoC licitou o Interbank em Nova York por cerca de US$ 43 milhões. O Interbank possuía 78% do empresário grego Dimitris Kontominas, e o patrimônio restante foi disperso entre outros três acionistas. Com quatro agências em Nova York, incluindo a área de Astoria, Queens, onde há uma forte presença grega, o banco atendeu à comunidade greco-americana. O Federal Reserve dos EUA reteve sua aprovação e a oferta expirou.
- 2004 — O BoC fundiu sua filial no Reino Unido com sua subsidiária Bank of Cyprus (Londres) Ltd. O negócio combinado é conhecido como "Bank of Cyprus UK".
- 2005 O BoC abriu sua filial Pallini no leste de Atenas, alcançando assim 100 filiais na Grécia.
- 2007 Em 8 de outubro, o BoC anunciou que abriu uma agência em Moscou, tornando-o o primeiro banco cipriota a ter operações bancárias na Rússia. No mesmo ano, a abertura de duas novas filiais em Atenas (Haidari e Spata) significou que as filiais na Grécia superavam as do Chipre.
- 2008 O BoC comprou 80% do Uniastrum, o nono maior banco da Rússia, por US$576 milhões. Gagik Zakarian e George Piskov, fundadores da Uniastrum, manterão uma participação de 10% cada como presidente e presidente, respectivamente.[6] O Uniastrum Bank possuía mais de 220 agências em toda a Rússia e continuou operando com seu próprio nome, que, no entanto, estava vinculado ao do Banco do Chipre. Naquele momento, os fundos sob a administração da Uniastrum faliram. Os investidores perderam US$100 milhões.
- 2008 — O BoC adquiriu 97% do capital social do AvtoZAZBank na Ucrânia, que operava através de 26 filiais e 18 caixas sazonais localizadas nas quatro principais regiões da Ucrânia. O banco negociado sob o nome do Banco de Chipre.
- 2010 O Banco de Chipre decidiu estabelecer uma unidade bancária no Dubai International Financial Centre (DIFC), no Emirado de Dubai, nos Emirados Árabes Unidos. Também estabeleceu um escritório de representação na Índia. No Chipre, a filial de Ayios Lazaros em Larnaca foi fechada devido à demolição do prédio que a abrigava. Apesar da dura crise econômica na Grécia, a rede continua a crescer, com a abertura de 20 filiais em toda a Grécia, sendo 10 delas na Grande Atenas, cinco em Salônica e cinco em outras áreas. O oligarca russo Dmitriy Rybolovlev (através do fundo Odella Resources) adquiriu 9,7% do banco.[7]
- 2011 — O Banco do Chipre vendeu o Banco do Chipre (Austrália) para o Bendigo and Adelaide Bank. O antigo Banco do Chipre (Austrália) agora é conhecido como Delphi Bank.
- 2012 — O Banco do Chipre (Reino Unido) tornou-se uma subsidiária, regulamentada pela Autoridade de Serviços Financeiros. Sob pressão do Banco Central de Chipre, o CEO Andreas Eliades e o vice-CEO Yiannis Pehlivanides renunciaram, pois o Bank of Cyprus não conseguia alcançar por meios privados o capital de 9% do Nível 1 em 30 de junho de 2012, exigido pela Autoridade Bancária Europeia em 30 de junho de 2012. Eliades substitui Yiannis Kypri. Mais tarde, o presidente Theodoros Aristodemou renunciou e foi substituído por Andreas Artemi. O banco também foi forçado a reconsiderar sua estratégia de rápida expansão internacional.
- 2012–2013 — Devido à forte desaceleração econômica em Chipre e na Grécia, o Banco de Chipre começou a reduzir sua rede na Grécia fechando agências, com a maior área de Atenas mais afetada (os fechamentos em março de 2013 eram as agências na Omonia Square, Rua Phidippides, América Praça, Gyzi, Tavros, Petralona, Kessariani, Nea Ionia, Yerakas, Spata, Peania, Drapetsona, Ayios Ierotheos e Keratea). Três filiais foram fechadas em Salonica (Nikis Street, Stavros e Ionia), uma em Patra (Acrotiriou Street, saindo da Corinth Street e Ayea em operação), uma em Heraclion, Creta (62 Martyrs Avenue), Asklipiou Street em Trikala, que foi fundida com a outra filial da cidade na rua 28 de outubro, a filial do porto de Corfu foi fundida com a filial da cidade de Corfu, a filial de Ialyssos na ilha de Rodes foi absorvida pela filial da cidade de Rodes, enquanto as cidades de Alexandria, no norte da Grécia e Loutraki, se tornaram desprovido de agências do Banco de Chipre por completo. Na maioria dos casos, os caixas eletrônicos das agências foram mantidos no local ou transferidos para locais próximos para permitir que antigos clientes tivessem algum tipo de acesso às suas contas. Além de reduzir o tamanho da rede, o banco reduziu sua equipe em 300 por meio de redundância voluntária, mas pretendia reduzir ainda mais o número de agências antes de 166 para 110, e depois fechar todas as agências menores com até cinco funcionários, mantendo apenas um pequeno número de filiais nos principais locais.
- Em 26 de março de 2013, as sucursais gregas do banco, juntamente com as do CPB Bank (o braço grego do agora extinto Laiki Bank) e o Hellenic Bank, foram vendidas ao Piraeus Bank. Ao contrário de outros bancos do Piraeus Bank Group (por exemplo, Geniki Bank), que manteve por um tempo sua identidade corporativa, a marca "Banco do Chipre" foi substituída nas ex-filiais do Banco do Chipre pela identidade corporativa do Piraeus Bank.
- Em 29 de março de 2013, o negócio de empréstimos (adiantamentos) do Popular Bank Public Co Ltd de Chipre (Laiki UK), em conformidade com um decreto legal instituído pelas autoridades cipriotas, foi transferido para o Bank of Cyprus Public Co Ltd (Banco de Chipre). Além disso, as operações romenas além da sede e alguns empréstimos foram assumidos pela Marfin Romênia.
- 2013 — As partes boas (cipriotas) do Banco Popular de Chipre foram fundidas no novo Banco de Chipre. Em 27 de março de 2013, o conselho e o CEO foram substituídos. Um administrador especial foi criado (Dinos Christophides) por 4 meses para supervisionar a fusão com as partes boas do Banco Popular de Chipre. Um novo conselho interino (com o Dr. Sophocles Michaeilides como Presidente) e o CEO interino (Christos Sorotos) foram criados por três meses, para substituir o Administrador Especial, para liderar o retorno a uma nova Assembléia Geral Anual em 10 de setembro de 2013 e para supervisionar a "fiança" dos depositantes e reestruturar e reduzir o tamanho do novo banco. Os salários dos funcionários foram reduzidos em até 30% e um esquema de aposentadoria voluntária foi acordado com o sindicato dos trabalhadores do banco. A rede de agências em Chipre também foi racionalizada, assim como as funções da matriz dos dois bancos incorporados. Um novo CEO John Hourican assumiu o comando. com o Dr. Christis Hasapis como Presidente.
- 2014 — O banco vendeu ativos não essenciais e, portanto, vendeu sua participação na Banca Transilvania romena e o banco ucraniano também foi vendido. Após um aumento de 1 bilhão de euros em capital liderado pelo CEO John Hourican, um novo conselho e acionistas assumiram o comando em novembro de 2014, liderados por Josef Ackermann e Wilbur Ross.[8] Ross representou fundos que controlavam cerca de 19% do banco, incluindo a participação da Lamesa Investments Ltd, afiliada do Renova Group, em 9,2% em 2018 (5,46% em 2014) e a TD Asset Management com 5,23% em 2014.[9][10]
- 2015 — Em 26 de janeiro de 2015, o banco autorizou o Bank of Cyprus UK a administrar dívidas em seu nome para todos os ex-clientes da Laiki UK (Cyprus Popular Bank Public Co Ltd). A subsidiária russa Uniastrum Bank foi vendida em julho de 2015. A última agência romena restante está sendo encerrada, portanto o banco se concentrará apenas em seus dois principais mercados: Chipre e Reino Unido.[11]
- 2016 O Banco reembolsou sua Assistência de Liquidez de Emergência e foi retirado da Bolsa de Atenas.
- 2017 — Em 19 de janeiro, o banco foi listado na Bolsa de Londres.
- 2018 — Em julho, o banco vendeu sua subsidiária no Reino Unido por 103 milhões de libras esterlinas à Cynergy Capital Ltd., para se concentrar em seu mercado doméstico. As agências da antiga subsidiária britânica do banco foram renomeadas como Cynergy Bank em 3 de dezembro de 2018.
- 2019 — O chairman Josef Ackermann anunciou sua saída antes da Assembléia Geral Anual de maio e foi substituído pelo banqueiro grego Takis Arapoglou. O CEO John Hourican também deixará o cargo em setembro de 2019 e será substituído por Panicos Nicolaou.[11]

## Controvérsia
O Banco de Chipre (Romênia) anunciou em meados de dezembro de 2009 que havia adquirido 9,7% das ações da TLV (Banca Transilvania) por 58 milhões de euros e, em maio de 2010, manifestou interesse em assumir mais de 20% das ações do banco. O DIICOT, o órgão que investiga o crime organizado e o terrorismo, acusou o chefe do conselho de administração da Banca Transilvania, Horia Ciorcila, e o chefe do Banco de Chipre (Romênia), Georgios Christofourou, por manipulação da bolsa de valores e lavagem de dinheiro nessa transação. A DIICOT também acusou um ex-vice-presidente do conselho de administração ou o Banca Transilvania, Claudiu Silaghi, junto com outros indivíduos. O Bank of Cyprus (Romênia) negou qualquer irregularidade. O Tribunal de Bucareste absolveu Ciorcila e Christofourou em 4 de julho de 2011, assim como o Tribunal de Apelação de Bucareste em 27 de junho de 2012. Em 2 de julho de 2014, o Supremo Tribunal de Justiça romeno indeferiu o segundo recurso interposto pela DIICOT, por improcedente. Consequentemente, as decisões de absolvição emitidas pelo Tribunal de Bucareste (2011) e Court of Appeal (2012) foram mantidas, confirmando a absolvição total de todos os réus. A decisão do Supremo Tribunal de Justiça romeno é final.

## Imposto de depósito e resgate ou bailin
Os ministros das Finanças da UE impuseram uma decisão para forçar os depositantes em Chipre a sofrerem uma perda (fiança), a fim de ajudar a financiar um Fundo Monetário Internacional e o resgate da zona do euro (resgate no caso do Banco de Chipre: com 47,5% depositantes não segurados, acima de 100.000 Euros, contribuindo para a recapitalização do banco).